# Vladimir Jurovskij
Vladimir Michajlovič Jurovskij (in russo Владимир Михайлович Юровский?; Mosca, 4 aprile 1972) è un direttore d'orchestra russo. È il figlio del direttore d'orchestra Michail Jurovskij, e nipote del compositore di musica di film sovietici Vladimir Michailovič Jurovskij.

## Primi anni
Jurovskij iniziò gli studi musicali al Conservatorio di Mosca. Nel 1990, si trasferisce con la famiglia, tra cui il fratello Dmitrij (direttore) e la sorella Maria (pianista), in Germania, dove completò la sua formazione presso le scuole di musica della Hochschule für Musik Carl Maria von Weber di Dresda e la Hochschule für Musik Hanns Eisler. Ha studiato direzione d'orchestra con Rolf Reuter e istruzione vocale con Semion Skigin. Nel 1991 ha partecipato ad un corso di perfezionamento per la direzione orchestrale, con Colin Davis sulla Sinfonia n. 7 di Sibelius.

## Carriera
Jurovskij prima apparizione sulla scena internazionale nel 1995 al Festival di Wexford, dove diresse l'opera May Night di Nikolaj Rimskij-Korsakov e tornò l'anno successivo per L'étoile du nord di Giacomo Meyerbeer, che fu registrata dalla Naxos Records. Nel mese di aprile 1996 fece il suo debutto alla Royal Opera House, Covent Garden, con l'esecuzione di Nabucco.
Nella stagione 1996/1997 Jurovskij entrò a far parte del gruppo della Komische Oper Berlin, come assistente di Yakov Kreizberg e secondo maestro di cappella. Ricevette il titolo di primo Kapellmeister l'anno dopo e continuò a lavorare lì a tempo pieno fino al 2001. È stato il direttore principale ospite del Teatro Comunale di Bologna tra il 2000 e il 2003.
Nell'agosto del 2000 Jurovskij fu nominato direttore musicale del Glyndebourne Festival Opera ed assunse la carica nel gennaio del 2001. Il suo debutto nella direzione d'orchestra con la London Philharmonic Orchestra (LPO) fu nel dicembre 2001. Nel 2003 fu nominato Direttore Ospite principale della LPO. È stato riportato che a Jurovskij sarebbe stata offerta la direzione musicale della Welsh National Opera al momento della partenza di Carlo Rizzi nel 2004, ma rifiutò l'incarico. La sua gestione della Glyndebourne è stata molto apprezzata e Jurovskij parlò delle condizioni di lavoro favorevoli a Glyndebourne. Ha concluso il suo mandato la Glyndebourne dopo la stagione 2013.
Nel maggio 2006 Jurovskij fu annunciato come 11° Direttore Principale della LPO, effettivo con la stagione 2007/2008, con un contratto iniziale di 5 anni. Furono pubblicate diverse registrazioni di CD di Jurovskij che dirige la LPO. Nell'aprile 2007 Jurovskij era uno degli otto direttori di orchestre britanniche ad approvare il manifesto decennale sulla sensibilizzazione alla musica classica, "Costruire sull'Eccellenza: Orchestre per il 21º secolo", per aumentare la presenza della musica classica nel Regno Unito, tra l'altro dando gratis il biglietto d'ingresso a tutti gli scolari britannici per un concerto di musica classica. Nel maggio 2007 Jurovskij ricevette il Royal Philharmonic Society Music Award 2007, per il direttore dell'anno. Nel maggio 2010 la LPO annunciò l'estensione del suo contratto come direttore principale fino alla stagione 2014-2015. Nel mese di settembre 2014 la LPO annunciò l'ulteriore estensione del suo contratto come direttore principale fino al 2018. Jurovskij è anche Artista Principale dell'Orchestra of the Age of Enlightenment.
Al di fuori del Regno Unito Jurovskij è anche un membro del Russian National Orchestra Conductor Collegium. Con l'Orchestra nazionale russa, Jurovskij ha registrato quattro dischi per Pentatone: opere di Pëtr Il'ič Čajkovskij, Sergej Sergeevič Prokof'ev e Dmitrij Dmitrievič Šostakovič. Nel mese di ottobre 2011 l'Orchestra Sinfonica Accademica di Stato della Russia "Evgenij Svetlanov" annunciò la nomina di Jurovskij come suo direttore principale, con effetto immediato, con un contratto iniziale di 3 anni. Nel mese di settembre 2015 la Berlin Radio Symphony Orchestra annunció la nomina di Jurovskij come suo successivo direttore principale, effettivo con la stagione 2017-2018.
Negli Stati Uniti, Jurovskij diresse per la prima volta al Metropolitan Opera nel dicembre 1999. Fece un applaudito debutto dirigendo la Orchestra di Filadelfia nel mese di ottobre 2005. Tornò a Filadelfia nel febbraio 2007 per un secondo incarico di direttore ospite che ricevette anche il plauso della critica. Jurovskij da allora è diventato direttore ospite con l'Orchestra di Filadelfia, apparendo tra l'altro nel marzo 2009, ottobre 2009, marzo 2010, novembre 2011, febbraio 2014 e ottobre 2014.
Jurovskij e sua moglie Patricia hanno due figli, Martha e Jurij. La famiglia risiede a Berlino.

## Discografia scelta
- Al'fred Garrievič Šnitke - 3rd Symphony. Vladimir Jurovskij, Rundfunk-Sinfonieorchester Berlin. Pentatone PTC 5186485 (2015).
- Pëtr Il'ič Čajkovskij - Hamlet & Romeo and Juliet. Vladimir Jurovskij, Orchestra nazionale russa.  Pentatone PTC 5186330 (2008).
- Sergej Sergeevič Prokof'ev - Symphony No. 5 & "Ode to the End of the War". Vladimir Jurovskij, Orchestra nazionale russa. Pentatone PTC 5186083 (2007).
- Dmitrij Dmitrievič Šostakovič - Symphonies Nos. 1 & 6. Vladimir Jurovskij, Orchestra nazionale russa. Pentatone PTC 5186068 (2006).
- Pëtr Il'ič Čajkovskij - Suite No.3 in G, Op. 55 & Igor' Fëdorovič Stravinskij – Divertimento. Vladimir Jurovskij, Orchestra nazionale russa. Pentatone PTC 5186061 (2005).